# تربية متعددة

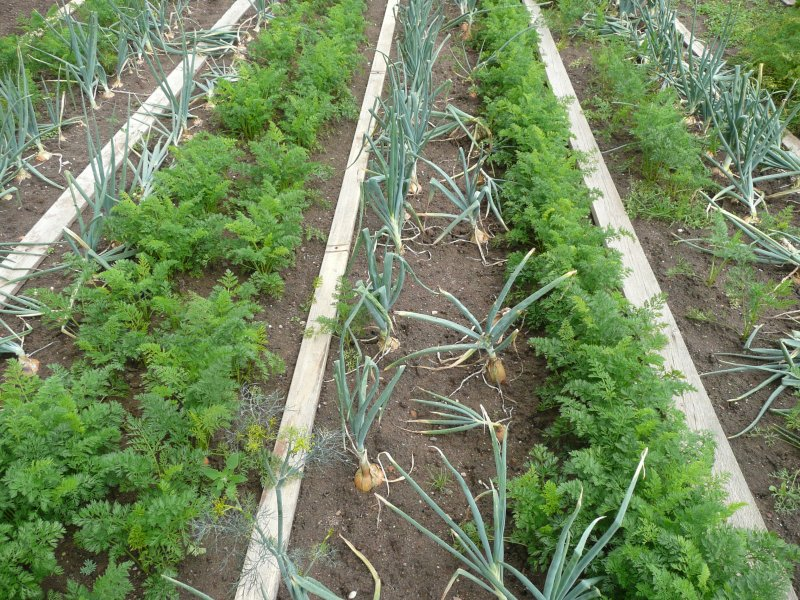

التربية المتعددة أو الزراعة المختلطة أو تعدد المحاصيل (بالإنجليزية: Polyculture)‏، هي الزراعة التي تستخدم لحرث محاصيل متعددة في نفس المساحة، مما يوفر تنوع في المحاصيل وتنوع النظم الإيكولوجية الطبيعية، أي تربية نوعين أو أكثر من النباتات غير متنافسين، في نفس وحدة الإنتاج. وهو أحد مبادئ الزراعة المعمرة، ويشمل ذلك التحميل والنباتات النافعة والحراجة الزراعية.